# 拉加罗查
拉加罗查（西班牙語：La Garrocha）是西班牙加泰罗尼亚赫罗纳省的一个县。总面积734.2平方公里，总人口5 5339 （2009年），人口密度75人/平方公里。行政中心位于奥洛特。

拉加罗查县辖区

拉加罗查县包含21个市镇。